# Újvilág Fantasztikus Négyes
Az Újvilág Fantasztikus Négyes egy 2005 és 2006 közt futó, 12 részes, a Panini Comics Magyarország által kiadott képregénysorozat. Minden hónap második felében, a Rozsomákkal együtt került ki az újságárusok polcaira.
A sorozat az Ultimate Fantastic Four magyar kiadása, ebből következőleg a szereplők sok pontban eltérnek a normál Marvel realitásban élő Fantasztikus Négyestől.
Az eredeti amerikai kiadványok viszonylag jól teljesítettek hazájukban, TPB-ként is megjelentek. A magyar változat 3 másik Paninis társához képest közepes népszerűségnek örvendett és 2006 októberétől, a Rozsomákkal együtt a kiadó szünetelteti.

## Történetfolyamok
A hazánkban kiadott tizenkét rész két történetet mesél el, melyek Warren Ellis író és Steve Immonen rajzoló munkái.

### Fantasztikus
Eredeti címe The Fantastics.

### Fátum
Eredeti címe Doom.

## Kiadványok
| Szám | Kiadva     | Tartalom              | Eredeti megjelenése         | Odalszám | Ára    |
| ---- | ---------- | --------------------- | --------------------------- | -------- | ------ |
| 1    | 2005. okt  | Fantasztikus, 1. rész | Ultimate Fantastic Four #1  | 28       | 515 ft |
| 2    | 2005. nov  | Fantasztikus, 2. rész | Ultimate Fantastic Four #2  | 28       | 515 ft |
| 3    | 2005. dec  | Fantasztikus, 3. rész | Ultimate Fantastic Four #3  | 28       | 515 ft |
| 4    | 2006. jan  | Fantasztikus, 4. rész | Ultimate Fantastic Four #4  | 28       | 515 ft |
| 5    | 2006. feb  | Fantasztikus, 5. rész | Ultimate Fantastic Four #5  | 28       | 515 ft |
| 6    | 2006. már  | Fantasztikus, 6. rész | Ultimate Fantastic Four #6  | 28       | 515 ft |
| 7    | 2006. ápr  | Fátum, 1. rész        | Ultimate Fantastic Four #7  | 28       | 515 ft |
| 8    | 2006. máj  | Fátum, 2. rész        | Ultimate Fantastic Four #8  | 28       | 515 ft |
| 9    | 2006. jún  | Fátum, 3. rész        | Ultimate Fantastic Four #9  | 28       | 515 ft |
| 10   | 2006. júl  | Fátum, 4. rész        | Ultimate Fantastic Four #10 | 28       | 515 ft |
| 11   | 2006. aug  | Fátum, 5. rész        | Ultimate Fantastic Four #11 | 28       | 515 ft |
| 12   | 2006. szep | Fátum, 6. rész        | Ultimate Fantastic Four #12 | 28       | 515 ft |

Megjegyzés: Az első szám utolsó sztorioldala az eredeti kiadványban egy duplaoldal (azaz a két szomszédos oldal egy nagy képet alkot), a magyar kiadásban ezt 90°-al elforgatva, egy oldalon adták le.

## A megszűnésről
Sajnos rossz hírt kell közölnünk mindazokkal, akik az elmúlt év során megkedvelték ezt a különleges csapatot, ugyanis ez a mostani volt a sorozat utolsó száma, legalábbis egy ideig.

## Pókember füzetekben való feltűnések
Az Újvilág Fantasztikus Négyes csapata számos más Marvel kiadványban is vendégszerepelt, köztük a hazánkban is megjelenő Ultimate („újvilági”) Spider-man füzeteket közlő, Csodálatos Pókember (2001-es, 2. sorozat) képregényekben. Az F4 tagjai közül legtöbbször Mr. Fantastic és a Fáklya tűntek fel a Pókember-füzetekben.
A legelső közös kalandra egy Fáklya-Pókember történet kapcsán került sor. Johnny Storm a hálószövő szuperhős középiskolájába került, hogy folytassa a tanulmányait. Egy péntek délutáni „osztálytalálkozón” azonban kiderültek Johnny szuperképességei, ami nyilván bonyodalmakhoz vezetett (Csodálatos Pókember [2. sorozat]: 52. szám).
A következő „találkozó” a Klónsztori volt. Az F4 végig jelen volt az események sodrában. Talán a legfontosabb mozzanat Reed Richardshoz fűződik, aki Mary Jane meggyógyítása kapcsán egy olyan szert alkotott, amellyel Pókembert, Peter Parkert kigyógyíthatta volna szuperképességeiből. A döntés Peter kezében volt, hogy eldöntse szuperhős marad-e vagy átlagember kíván lenni (Csodálatos Pókember [2. sorozat]: 66-71. számok).
Johnny Storm ezután még feltűnt az „Azért vannak a jó barátok” című történetben, ahol Liz Allen egyik napról a másikra megváltozott, s a Fáklyáéhoz hasonló képességekkel rendelkezett. Hamarosan Magneto és az X-men is a városba érkezett Liz miatt (Csodálatos Pókember [2. sorozat]: 77-78. számok).
A Fantasztikus Négyes ugyancsak szerepelt a Magyarországon 2010-ben Csodálatos Pókember (2. sorozat) füzetekben megjelenő 9 részes Ultimate Power, magyarul Újvilág Hatalom című történetben (Csodálatos Pókember [2. sorozat]: 79-87. számok). E cselekményben az Újvilág valamennyi fontosabb szuperhőse feltűnt, Pókembertől és az Újvilág X-Men csapatától kezdve a Különítményig (az Újvilág Bosszú Angyalai) bezárólag.
Az egyes Fantasztikus Négyes szereplők feltűnése a Semic kiadó Pókember-sorozatában (a felsorolás azon képregényeket tartalmazza, ahol az adott szuperhős legalább 1 képkocka erejéig valamilyen formában feltűnik az adott számban):
Reed Richards (Mr. Fantastic): Csodálatos Pókember (2. sorozat): 52 (eredetileg megjelent: Ultimate Spider-man: 68), 66 (Ultimate Spider-man: 98), 67 (Ultimate Spider-man: 99), 69 (Ultimate Spider-man: 101, 102), 70 (Ultimate Spider-man: 103, 104), 71 (Ultimate Spider-man: 105, 106), 79 (Ultimate Power: 1), 80 (Ultimate Power: 2), 81 (Ultimate Power: 3), 82 (Ultimate Power: 4), 83 (Ultimate Power: 5), 84 (Ultimate Power: 6), 85 (Ultimate Power: 7), 86 (Ultimate Power: 8), 87 (Ultimate Power: 9)
Sue Storm (Láthatatlan lány): Csodálatos Pókember (2. sorozat): 52 (eredetileg megjelent: Ultimate Spider-man: 68, 69), 66 (Ultimate Spider-man: 98), 67 (Ultimate Spider-man: 99), 69 (Ultimate Spider-man: 101), 70 (Ultimate Spider-man: 103, 104), 71 (Ultimate Spider-man: 105, 106), 79 (Ultimate Power: 1), 80 (Ultimate Power: 2), 81 (Ultimate Power: 3), 82 (Ultimate Power: 4), 83 (Ultimate Power: 5), 85 (Ultimate Power: 7), 87 (Ultimate Power: 9)
Johnny Storm (Fáklya): Csodálatos Pókember (2. sorozat): 52 (eredetileg megjelent: Ultimate Spider-man: 68, 69), 66 (Ultimate Spider-man: 98), 69 (Ultimate Spider-man: 101, 102), 70 (Ultimate Spider-man: 103, 104), 71 (Ultimate Spider-man: 105, 106), 77 (Ultimate Spider-man: 118), 78 (Ultimate Spider-man: 119), 79 (Ultimate Power: 1), 80 (Ultimate Power: 2), 81 (Ultimate Power: 3), 82 (Ultimate Power: 4), 83 (Ultimate Power: 5), 85 (Ultimate Power: 7), 87 (Ultimate Spider-man: 129, Ultimate Power: 9)
Ben Grimm (a Lény): Csodálatos Pókember (2. sorozat): 52 (eredetileg megjelent: Ultimate Spider-man: 68), 66 (Ultimate Spider-man: 98), 69 (Ultimate Spider-man: 101, 102), 70 (Ultimate Spider-man: 103, 104), 71 (Ultimate Spider-man: 105, 106), 79 (Ultimate Power: 1), 80 (Ultimate Power: 2), 81 (Ultimate Power: 3), 82 (Ultimate Power: 4), 83 (Ultimate Power: 5), 84 (Ultimate Power: 6), 85 (Ultimate Power: 7), 86 (Ultimate Power: 8), 87 (Ultimate Power: 9)

## Lásd még
Fantasztikus Négyes

Ultimate Fantastic Four

Panini Comics Magyarország

Marvel Comics